# Ихтис

Рыба-Ίχθύς

Ихтис (от греч. Ίχθύς — «рыба») — древний акроним (монограмма) имени Иисуса Христа, состоящий из начальных букв слов: Ἰησοῦς Χριστός, Θεοῦ Υἱός, Σωτήρ (Иисус Христос Божий Сын Спаситель). Часто изображался аллегорическим образом в виде рыбы.

## Символическое значение

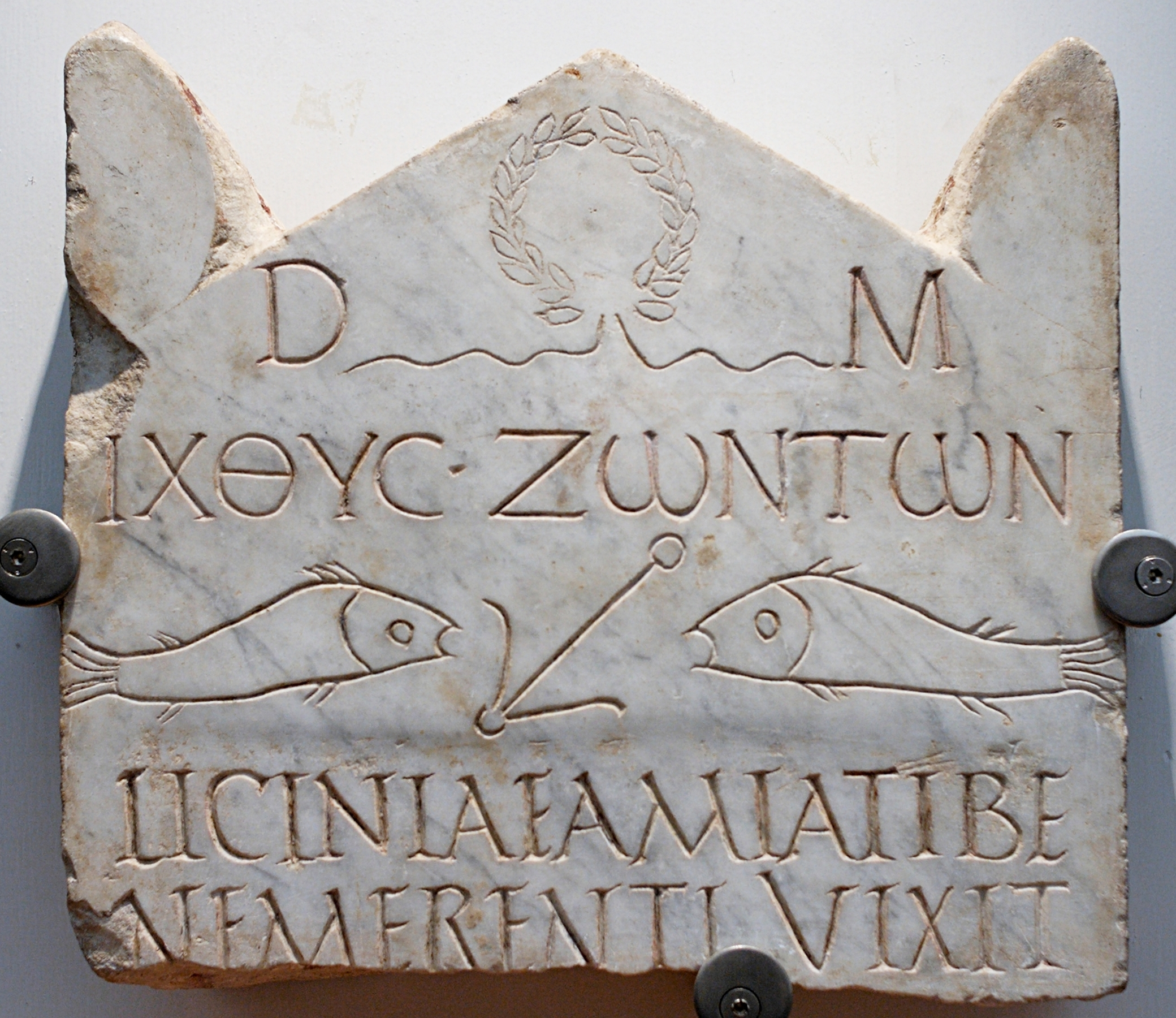
ΙΧΘΥС, мраморная стела, начало III века

Акроним ИХТИС (ΙΧΘΥΣ) построен на использовании следующих букв:
| Буква | Греческий текст | Русский перевод | Комментарии                                                                                                |
| ----- | --------------- | --------------- | --- |
| Ἰ     | Ἰησοὺς          | Иисус           | Собственное имя                                                                                            |
| Χ     | Χριστóς         | Христос         | Мессия, употребление этого эпитета стало одним из обвинений против Иисуса (см. Мф. 26:63—66)               |
| Θ     | Θεοῦ            | Божий           | Указывает на происхождение от Бога (ср. иже от Отца рожденнаго прежде всех век)                            |
| Υ     | Υἱός            | Сын             | Исповедание Иисуса как второе лицо Святой Троицы                                                           |
| Σ     | Σωτήρ           | Спаситель       | Показывает миссию Иисуса Христа на земле, «Сын Человеческий пришёл взыскать и спасти погибшее» (Лк. 19:10) |

Таким образом, в этой аббревиатуре в краткой форме выражается исповедание христианской веры.

### Евангельская символика

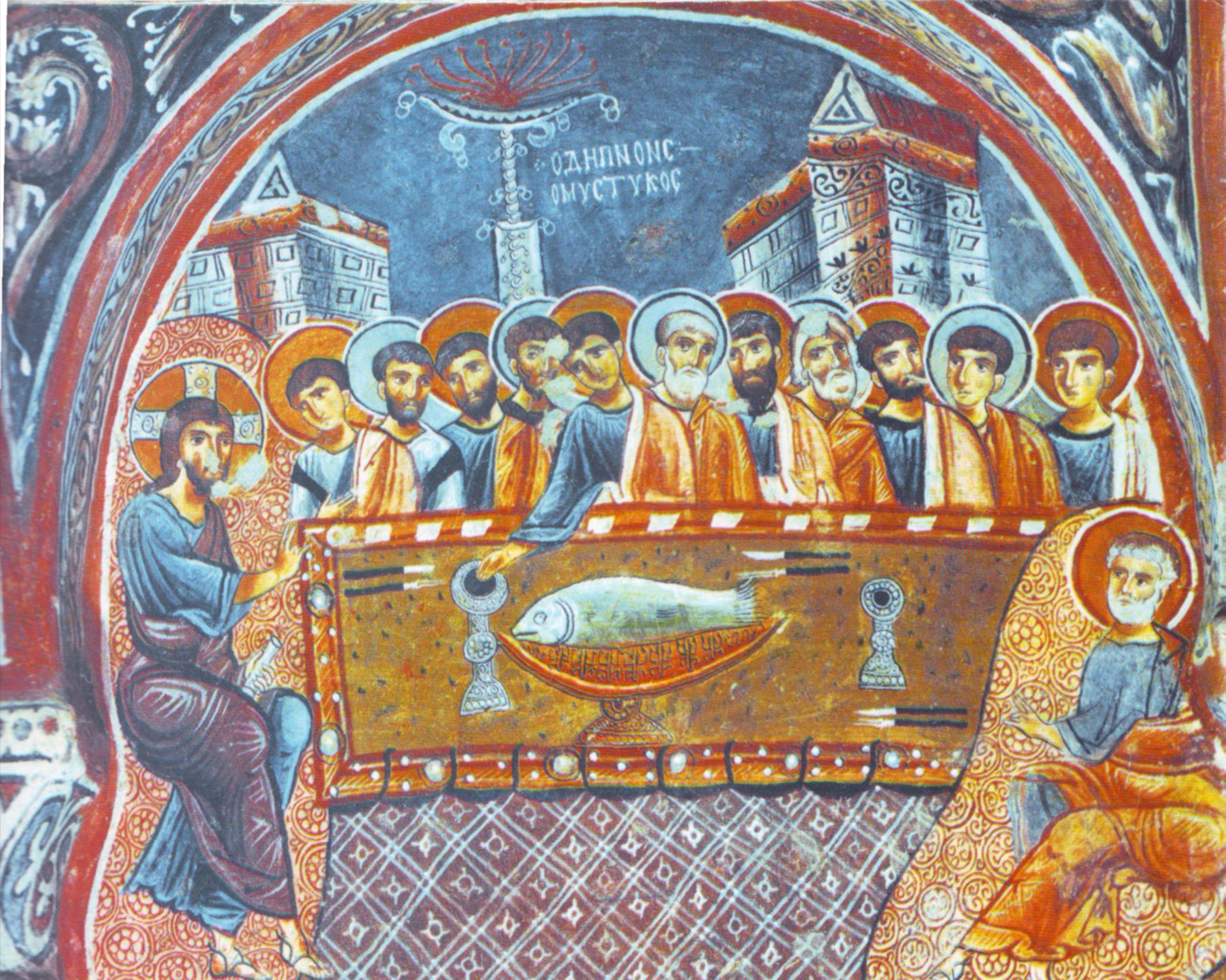
«Тайная вечеря», фреска XIII века в пещерной церкви, Каппадокия. Тело Христово в Граале изображено в виде рыбы

Новый Завет связывает символику рыбы с проповедью учеников Христа, из которых многие, в том числе апостолы Пётр, Андрей, Иаков Зеведеев и Иоанн были рыбаками. Иисус Христос называет своих учеников «ловцами человеков» (Мф. 4:19; Мк. 1:17), а Царствие Небесное уподобляет «неводу, закинутому в море и захватившего рыб всякого рода» (Мф. 13:47).
Изображение рыбы имеет также евхаристическое значение, связанное со следующими трапезами, описанными в Евангелии:
- насыщение народа в пустыне хлебами и рыбами (Мк. 6:34—44, Мк. 8:1—9);
- трапеза Христа и апостолов на Тивериадском озере по его Воскресении (Ин. 21:9—22).

Эти сюжеты нередко изображались в катакомбах, смыкаясь с Тайной Вечерей.
Знак также ассоциировался с Альфой из слов Иисуса Христа: «Я Есмь Альфа и Омега, начало и конец, первый и последний» (Отк. 22:13).

## Время возникновения символа
В раннехристианском искусстве изображения Христа были недопустимым сюжетом по причине гонений, поэтому возникают различные символические коды. Изображения акронима ΙΧΘΥΣ или символизирующей его рыбы появляются в римских катакомбах во II веке. О широком употреблении данного символа свидетельствует упоминание о нём у Тертуллиана в начале III века:

Мы маленькие рыбки, ведомые нашим ikhthus, мы рождаемся в воде и можем спастись не иначе, как пребывая в воде.

## Особенности изображения символа

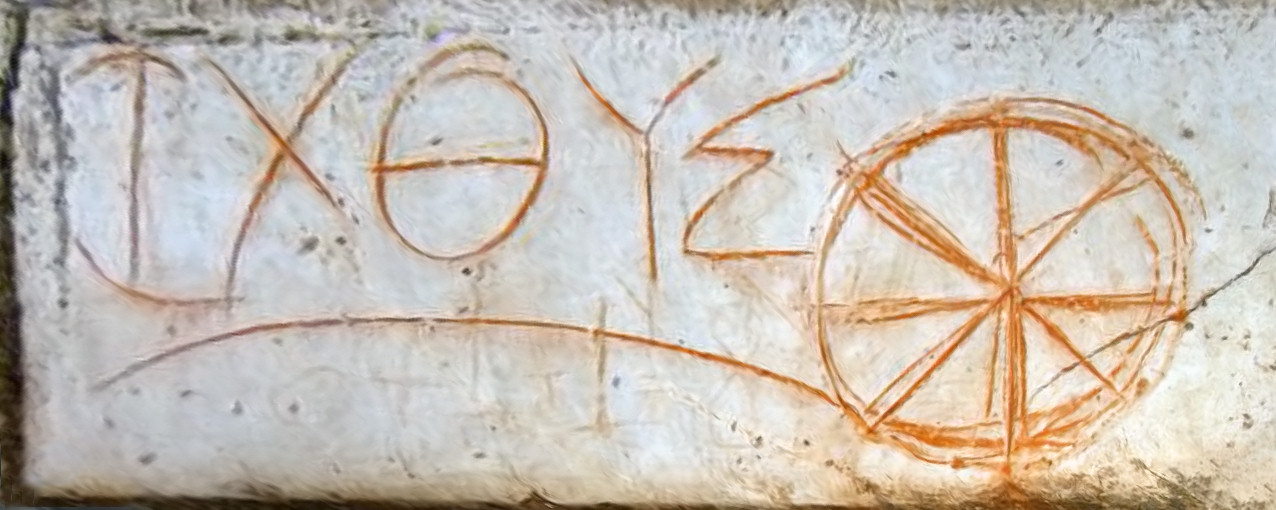
Ίχθύς, раннехристианская надпись, Эфес

- Монограмма без каких-либо рисунков.
- Рыба (с монограммой ΙΧΘΥΣ и без неё) — может изображаться символично.
- Рыба, несущая на спине корзину с хлебами и бутылью вина, — символ Христа, несущего Причастие.
- Дельфин — символизирует Христа, как проводника через хаос и гибельные пучины. Дельфин с якорем или кораблём олицетворяет церковь, а пронзённый трезубцем или прикованный к якорю дельфин — это Христос, распятый на кресте[5].

## В настоящее время
В конце XX века ихтис стал популярным символом среди христиан разных течений (католиков, православных и протестантов) в разных странах. Например, такую наклейку они иногда размещают на автомобилях.
Противники креационизма стали пародировать этот знак, наклеивая на свои машины знак рыбы со словом «Дарвин» и маленькими ножками.